# Atrato (rivier)
De Atrato is een rivier die door het noordwesten van Colombia stroomt. De rivier ontspringt in de Cordillera Occidental, het westelijke deel van de Andes. Vanuit hier stroomt de rivier bijna recht naar het noorden waar de rivier uitmondt in de Golf van Urabá en een grote delta vormt. De rivier stroomt door het departement Chocó en vormt op sommige stukken de grens met het naastgelegen departement Antioquia. Quibdo, de hoofdstad van het departement Chocó, is gelegen aan de Atrato en de rivier stroomt tevens door het Nationaal Park Los Katíos.
De rivier is ongeveer 750 kilometer lang.
In mei 2017 verkreeg de rivier rechtspersoonlijkheid, na een vonnis van het Grondwettelijk Hof.